# ストリートファイター オンライン マウスジェネレーション
『ストリートファイター オンライン マウスジェネレーション』 (Street Fighter Online Mouse Generation) は、カプコンの関連会社であった株式会社ダレットが2008年7月9日より2009年8月31日まで運営していたオンライン対応の対戦型格闘ゲーム。略称『ストリートファイターオンライン』、『SFO』。価格は無料で、一部アイテムが有料。
本作は、2009年8月31日16時をもってサービスを終了した。以下は、サービスが行われていた時期のゲーム内容について解説する。

## 概要
本作はこれまでの『ストリートファイター』シリーズとは異なり、マウスのみで気軽に操作できることを特色としたオンラインゲームである。日本国産のオンラインゲームでは珍しく、本格的な1対1の対戦を押し出した格闘ゲームとなっており、高度なPCスペックを要求せずに簡単な操作を実現している。また、オンラインであることを生かし、カスタマイズ機能やユーザー同士のコミュニケーション機能を充実させており、勝敗だけでなく交流を盛り上げる演出を図っている。

## キャラクター
ユーザーの操作するキャラクター（アバター）は、『ストリートファイター』シリーズでおなじみのリュウやチュンリーなどのほか、『ジャスティス学園』シリーズのキャラクター、石ノ森章太郎原作の漫画『サイボーグ009』の登場人物、中国の著名作家である金庸（きん よう）の武侠小説の登場人物をモデルとしたキャラクターなど、『VS.シリーズ』のようなクロスオーバー作品とも言える顔ぶれとなっている。金庸の作品のキャラクターを登場させたことについて、稲船敬二は「中国でのサービス展開も視野に入れているため」としている。サービス開始時はリュウ、チュンリー、ザンギエフ、ヒコ、テイラン、バイチョウフの6名のみだったが、後に本作の主人公的立場であるオリジナルキャラクター「シン」を含む複数のキャラクターが配信された。
これらのキャラクターは一部を除き、衣装やアクセサリー、キャラクターパーツ（部位）などをアバターアイテムとして購入（仮想通貨またはゲームポイントで購入）し、フィギュアのように組み合わせて自由にカスタマイズできる。キャラクターパーツは4つの部位（頭・胴・手・足）に分かれており、それぞれ3つのパラメータ（攻撃・防御・スピード）が設定されている。これらの特性を組み合わせることで、独自のゲームバランスを設定することができる。また、キャラクター用の衣装や、特殊なキャラクターパーツも配信されており、ツッパリ姿や、ダンのような「サイキョー流」姿、企画物のタイアップマスコットなど、様々なものが登場した。
なお、本作のキャラクターは、海洋堂の多関節フィギュア「リボルテック」をコンセプトに作成されている。また、「ストリートファイターオンラインリボルテック」シリーズとしてフィギュアも販売されている。

### オリジナルキャラクター
シン
日本人の父親と韓国人の母親から生まれた、金髪のハーフの青年。天真爛漫で底抜けに明るい性格だが、わがままで自分勝手な一面も持っている。かっこいいこと・派手なことが大好きで、自分の容姿に自信を持っているナルシスト。格闘技を嫌い、絵を描き、音楽に夢中だったが、留学先のアメリカで観戦したバーリトゥードが彼の魂に火をつけ格闘家への道を決意する。ただそれは偶然などではなく、父は元空手家・母は高名なテコンドー一家の娘との間に生まれたゆえの必然。だが本人はそのことを露とも知らず「見た目が華麗でかっこいいから」という理由からテコンドーの道を行く。
2008年12月18日より配信開始。デフォルトキャラクターではないが、本作のオリジナルキャラクターであり、発表時からその存在がクローズアップされていた本作の主人公的な立場のキャラクター（ただし、本作は対戦をメインとしているため、明確なストーリーラインは存在しない）。テコンドーを使うキャラクターとしては、後の『スーパーストリートファイターIV』のハン・ジュリに先駆けて『ストリートファイター』シリーズ初である。
必殺技
トルネード
飛びながら連続回し蹴りを放つ。ショーンの同名技に近い。
真空蹴り
飛び蹴りと同時に、「ソニックブーム」のような真空波を飛ばす。
真空斜め蹴り
空中から斜め下に向けて「真空蹴り」を繰り出す。
迅雷三連脚
斜め上に向かって蹴り上げる対空技。
スーパーコンボ
シューティングスター
内功スキル技（ゲージ4本消費）。「真空蹴り」を何度も連発して衝撃波を飛ばし、最後にオーバーヘッドキックを決める連続攻撃。
舞乱脚
内功スキル技（ゲージ5本消費）。アップデートで追加配信された。

### 『ストリートファイターII』のキャラクター
『ストリートファイターII』から参戦。
リュウ
『ストII』の主人公である、白い道着の日本人格闘家。「真の格闘家」を目指し、修行の旅を続けている。今回も彼の目的は変わらず、「自分より強い奴」を探している。
チュンリー
ICPO（国際警察機構）の麗しい特別捜査官。犯罪捜査中に行方不明になった父を探すため、自らも刑事の道へ進む。独自の解釈を加えた父親譲りの中国拳法に、様々な拳法を取り入れ、得意の蹴り技に磨きをかけている。
ザンギエフ
ロシア人のプロレスラー。「赤きサイクロン」の二つ名で呼ばれる、ロシアの英雄。偉大なる指導者との出会いにより、己の進む道を教えられたザンギエフは、鍛え抜かれた強靭な肉体と、そこから繰り出される数々の技を武器に、愛する祖国のため今日も戦い続ける。
ガイル
米空軍に所属する軍人。親友の仇を討つためシャドルーを追い続ける。マーシャルアーツにプロレス技などの独自のアレンジを加えた戦い方が ファイティングスタイルになっている。鋭い攻撃は、相手を瞬時に制圧するほどの攻撃力を備えている。
2008年8月7日より配信開始。
ケン
リュウの幼いころからの同門であり永遠のライバル。全米格闘選手権、ワールドバトルトーナメントツアーなど数多くの格闘大会で優勝した経歴を持つ。基本的な格闘スタイルはリュウに似ているが、その性格や修行環境の違いから、リュウとは微妙に異なった型や性質の技を使う。
2008年10月2日より配信開始。

### 『ジャスティス学園』のキャラクター
3D格闘ゲーム『ジャスティス学園』シリーズから参戦。
バツ（一文字 伐）
『ジャスティス学園』の主人公である男子高校生。直情的で口が悪く、喧嘩っ早いところもあるが、病弱の母親を心底労る優しい心の持ち主。正義感が強く、善人が馬鹿を見て悪人が良い目を見る、という世の中の理不尽さに怒りを覚える熱い男。
2008年9月11日より配信開始。
あきら（風間 あきら）
陳氏太極拳を操るバイク好きの女子高生。以前は行方不明の兄を探すため男装して男子校に潜り込んでいたが無事解決し、進級を機に女子校に転校した。基本的には内気で心優しい性格の持ち主。
2008年11月6日より配信開始。

### 金庸の作品のキャラクター
金庸の武俠小説の登場人物をモデルにしたキャラクター。
ヒコ
『雪山飛狐』の主人公胡斐がモデル。刀法の達人、胡一刀の一人息子、胡斐。人は彼のことを雪山飛狐と呼ぶ。江湖に聞こえし侠客で、その性格は豪放にして磊落。父ゆずりの胡家刀法の比類なき強さを恃んで、父の仇を討つべく、世界を旅する。
テイラン
『碧血剣』に登場する五毒教の女教主何鉄手（かてつしゅ）がモデル。政治の表裏に暗躍した暗殺教団、五毒教。その教祖にして、あらゆる毒を自在に操る美しき少女。平然と命を奪う冷酷さを持ちながら、勘違いから男装の娘に恋慕するという可愛い一面も持ち合わせている。原作では雲南イ族の服装をしており、片手がなく、鉄具を着けている。
バイチョウフ
『射鵰英雄伝』に登場する梅超風がモデル。江湖を恐怖のどん底に陥れた、外道を極めた殺人鬼。秘伝の武術書「九陰真経」を修行することで、「九陰白骨爪」の使い手となるが、その秘伝書が不完全なものであったために、夫の陳玄風とともに外道に落ちてしまう。なお、夫婦で「黒風双殺」と呼ばれる。
レイコチュウ
『秘曲 笑傲江湖』の主人公令狐冲がモデル。お人よしで陽気で大酒飲みの主人公で、華山派の一番弟子。そのおおらかな性格ゆえに善悪を問わず多くの人間から慕われる。無敵の剣法、独孤九剣を習得することで屈指の剣の使い手となる。 ただ、剣術においては無敵であるが徒手空拳は苦手な一面も持ち合わせている。
2008年10月23日より配信開始。
シュウハクツウ
『射鵰英雄伝』と『神鵰剣俠』に登場する周伯通がモデル。推定60歳前後と高齢ながら武術の達人。武術に傾倒しており、暇さえあれば修練を怠らない。ただ、かなり子供っぽい部分が目立ち、いたずらが大好き。左右互縛術（さゆうごばくじゅつ）という、左右の手を別個独立のものとして使うことで、単純な戦力が2倍になる武術を扱う。しかしながら、その習得にはあまり頭で物事を考えない単純な性格をしていることが条件で、複雑に物事を考えるタイプでは聡明さが邪魔をして習得ができないとされている。
2008年12月18日より配信開始。

### 『サイボーグ009』のキャラクター
石ノ森章太郎の漫画『サイボーグ009』から参戦。パーツの組み換えはできない。
004
本名、アルベルト・ハインリヒ。恋人のヒルダと、東ベルリンから西側へ脱出を計るも失敗、警備隊に銃撃され恋人は死亡、自身も瀕死の重傷を負った。その直後「黒い幽霊団（ブラック・ゴースト）」に拉致されるが、銃撃によるダメージが大きく、身体機能の大部分を機械によって置き換えられることとなった。その結果、全身を武器庫と化した戦闘に特化したタイプのサイボーグとして、右手指はマシンガン、左手には電磁ナイフ、大腿部にはマイクロミサイルが内蔵された。さらに体内には原子爆弾が収納されており、その圧倒的な火力から「死神」とも呼称されている。
2008年11月28日より配信開始。
009
ゼロゼロナンバーサイボーグの開発で培われた技術を1体に集約させた万能型のサイボーグ戦士。日本人の母と国籍不明の外国人の父のと間に生まれたハーフで、差別を受けながら育つうちに不良少年となった。少年鑑別所からの脱走直後に「黒い幽霊団」に捕らえられて改造された。持ち前の正義感と、差別や偏見に晒された少年時代での経験から、人間の尊厳を踏みにじり虐げる者に対しては強い怒りを持っている。ゼロゼロナンバーサイボーグのリーダー的存在である。
2009年1月29日より配信開始。
005
100万馬力の怪力を持つサイボーグ。ネイティブ・アメリカンの居留地に住んでいたが、白人社会に迎合する仲間たちに失望し、「黒い幽霊団」の誘いに乗って改造された。無口で穏やかな性格の持ち主で、自然に宿る精霊を感じることができる。
2009年2月19日より配信開始。
006
口から高温の火炎や熱線を吐き、土の中にも自由に潜ることができる。元々は中国広東省に住む農村の出で、貧困のあまり自殺を図ったところを、「黒い幽霊団」に連れ去られて改造された。食いしん坊で陽気な中年男で、臆病者ではあるが、心が広く懐が深い人物である。普段は中華飯店「張々湖」を経営しており、料理の腕前は超一流。
2009年3月26日より配信開始。

### その他のゲストキャラクター
パーツの組み換えはできない。
ヨハネ・クラウザーII世
『デトロイト・メタル・シティ』（作：若杉公徳）の主人公。大分から上京してきたオシャレなポップ音楽好きの青年・根岸崇一が、自身の嗜好とは正反対の悪魔系デスメタルバンド「デトロイト・メタル・シティ」（通称「DMC」）のカリスマギターボーカル「ヨハネ・クラウザーII世」として、悪魔メイクと衣装で活躍する羽目になる。
2009年2月12日より配信開始。
宇宙刑事ギャバン
特撮番組『宇宙刑事ギャバン』の主人公。失踪した父・ボイサーの後任として地球に派遣された宇宙刑事。地球では一条寺烈（いちじょうじ れつ）と名乗る。
2009年3月4日より配信開始。